# セミ
セミ（蟬・蝉）は、カメムシ目（半翅目）・頸吻亜目・セミ上科（Cicadoidea）に分類される昆虫の総称。「鳴く昆虫」の一つとして知られる。ただし鳴くのは成虫の雄だけであり雌は鳴かない。

## 特徴
熱帯や亜熱帯の森林地帯に分布の中心を持つが、亜寒帯の森林、あるいは草原に分布するものもいる。約3,000種が知られ、テイオウゼミのような翅端までが130ミリくらいの巨大なものから、イワサキクサゼミのように20ミリ程度のものまで存在する。
成虫の体は前後に細長い筒型で、頑丈な脚、長い口吻、発達した翅などが特徴である。一方、触角は短い毛髪状であまり目立たない。翅は前翅が大きく、休息する際は体の上面に屋根状にたたむ。前翅後縁と後翅前縁は鉤状に湾曲していて、飛翔する際はこの鉤状部で前後の翅を連結して羽ばたく。一般に飛翔能力は高く、羽音を立てながらかなりの速度で飛ぶ。一方で止まれそうだと判断した場所に手あたり次第に突進する習性があるため、壁や枝にぶつかりながら飛翔することも多い。

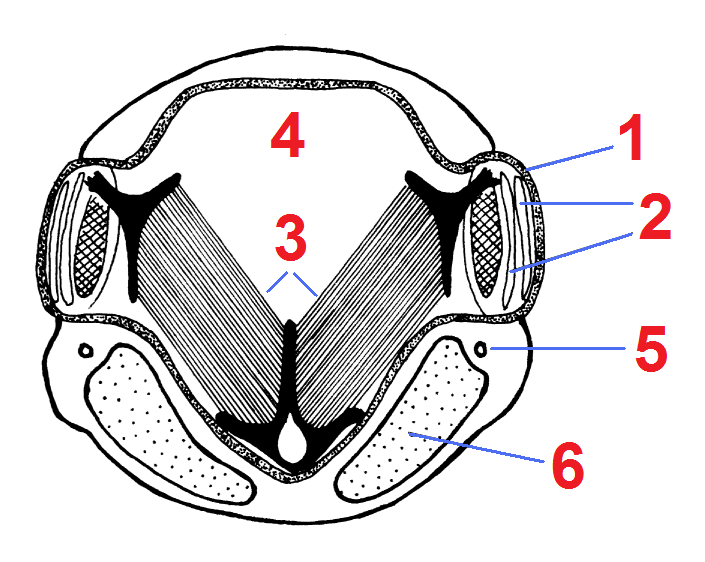
腹部の横断面から見た発音器官の模式図。1, 発音器官 2, 発音膜 3, 発音筋 4, 共鳴室 5, 気門 6, 鼓膜

オス成虫の腹腔内には音を出す発音筋と発音膜、音を大きくする共鳴室、腹弁などの発音器官が発達し、鳴いてメスを呼ぶ。発音筋は秒間2万回振動して発音を実現するとされる。また、外敵に捕獲されたときにも鳴く。気管の拡大によって生じた共鳴室は腹部の大きな空間を占め、鳴き声の大きな中型種であるヒグラシやヒメハルゼミなどでは腹部の断面を見るとほとんど空洞に見えるほどである。セミに近縁のヨコバイやアワフキムシなどにも同様の発音器官があるが、これらはセミのように人間にはっきり聞き取れる音量・音域ではなく、一般に「鳴く昆虫」とは見なされない。
一方、メス成虫の腹腔内は大きな卵巣で満たされ、尾部には硬い産卵管が発達する。

## 生態
セミは、卵→幼虫→成虫という不完全変態をする虫である。
日本の場合、成虫が出現するのは主に夏だが、ハルゼミのように春に出現するもの、チョウセンケナガニイニイのように秋に出現するものもいる。温暖化が進む近年では、東京などの都市部や九州などでは、10月に入ってもわずかながらセミが鳴いていることも珍しくなくなった。

### 鳴き声
鳴き声や鳴く時間帯は種類によって異なるため、種類を判別するうえで有効な手がかりとなる。たとえば日本産セミ類ではニイニイゼミは一日中、クマゼミとミンミンゼミは午前中、アブラゼミとツクツクボウシは午後、ヒグラシは朝夕、などと鳴く時間が大別される。ニイニイゼミとアブラゼミ、ツクツクボウシ、クマゼミ、ミンミンゼミ、エゾゼミは生息密度が高い時期や街灯などが明るいと夜でも鳴くことがある。
夏に多いとはいえ真昼の暑い時間帯に鳴くセミは少なく、比較的涼しい朝夕の方が多くの種類の鳴き声が聞かれる。

### 尿
セミを捕えるのに失敗すると、逃げざまに「尿」のような排泄物をかけられることが多い。
これは実際は飛び立つときに体を軽くするためという説や膀胱が弱いからという説もある。体内の余剰水分や消化吸収中の樹液を外に排泄しているだけで、外敵を狙っているわけではない。そのため飛び立つときだけでなく樹液を吸っている最中にもよく排泄する。

### 寿命について
長年にわたり成虫として生きる期間は1-2週間ほどといわれていたが、2000年代頃から研究が進み、1か月程度と考えられるようになってきている。1-2週間ほどという俗説が広まった原因として、成虫の飼育が難しく、飼育を試みてもすぐ死んでしまうことがあげられている。また、多くの個体が寿命に達する前に鳥などに捕食される。2019年には岡山県笠岡市の高校生が独自の調査手法によりアブラゼミが最長32日間、ツクツクボウシが最長26日間、クマゼミが最長15日間生存したことを確認し発表して話題となった。
なお、幼虫として地下生活する期間は短い種では2年、長い種では17年にも達し、昆虫としては寿命が長い。

## 生活史
セミの幼虫は地中生活で人目に触れず、また成虫は飼育が難しいので、その生態について十分に調べられているとは言えない。したがって、ここに書かれていることも含めて、検証が不十分な事項がある。

### 幼虫
交尾が終わったメスは枯れ木に産卵管をさし込んで産卵する。枯れ木の上を移動しながら次々と産卵するため、セミが産卵した枯れ木は表面が線状にささくれ立つ。
ニイニイゼミなど早めに出現するセミの卵はその年の秋に孵化するが、多くのセミは翌年の梅雨の頃に孵化する。孵化した幼虫は半透明の白色で、薄い皮をかぶっている。枯れ木の表面まで出た後に最初の脱皮をおこなった幼虫は土の中にもぐりこみ、長い地下生活に入る。
幼虫は太く鎌状に発達した前脚で木の根に沿って穴を掘り、長い口吻を木の根にさしこみ、道管より樹液を吸って成長する。長い地下生活のうちに数回（アブラゼミは4回）の脱皮をおこなう。地下といえどもモグラ、ケラ、ゴミムシなどの天敵がおり、中には菌類（いわゆる「冬虫夏草」）に侵されて死ぬ幼虫もいる。
若い幼虫は全身が白く、目も退化しているが、終齢幼虫になると体が褐色になり、大きな白い複眼ができる。羽化を控えた幼虫は皮下に成虫の体が出来て複眼が成虫と同じ色になる。この頃には地表近くまで竪穴を掘って地上の様子を窺うようになる。

### 羽化

終齢幼虫の羽化の様子（クマゼミ）

晴れた日の夕方、目の黒い終齢幼虫は羽化をおこなうべく地上に出てきて周囲の樹などに登ってゆく。羽化のときは無防備で、この時にスズメバチやアリなどに襲われる個体もいるため、周囲が明るいうちは羽化を始めない。このため、室内でセミの羽化を観察する場合は電気を消して暗くする必要がある。夕方地上に現れて日没後に羽化を始めるのは、夜の間に羽を伸ばし、敵の現れる朝までには飛翔できる状態にするためである。木の幹や葉の上に爪を立てたあと、背が割れて白い成虫が顔を出す。成虫はまず上体が殻から出て、足を全部抜き出し多くは腹で逆さ吊り状態にまでなる。その後、足が固まると体を起こして腹部を抜き出し、足でぶら下がって翅を伸ばす。翌朝には外骨格が固まり体色がついた成虫となるが、羽化後の成虫の性成熟には雄雌共に日数を必要とする。オスはすぐに鳴けるわけではなく、数日間は小さな音しか出すことができない。ミンミンゼミの雌は、交尾直前になると、雄の鳴き声に合わせて腹部を伸縮させるようになるので、その時期を知ることができる。
アブラゼミの羽化（写真はそれぞれに別の個体）

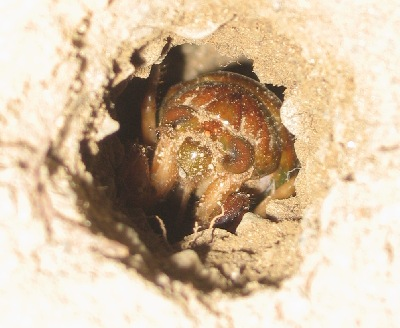
地上に這い上がる幼虫
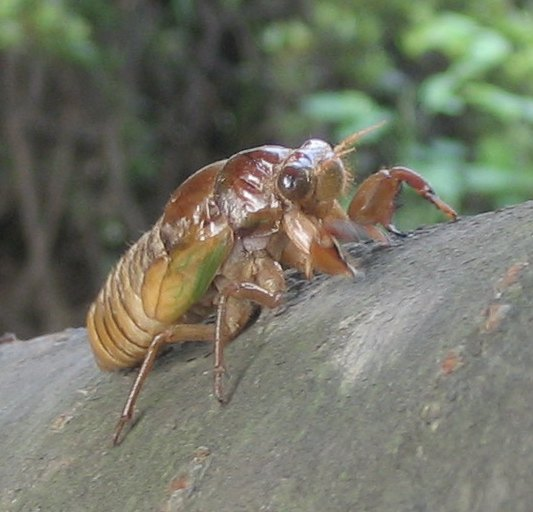
木の幹を登る
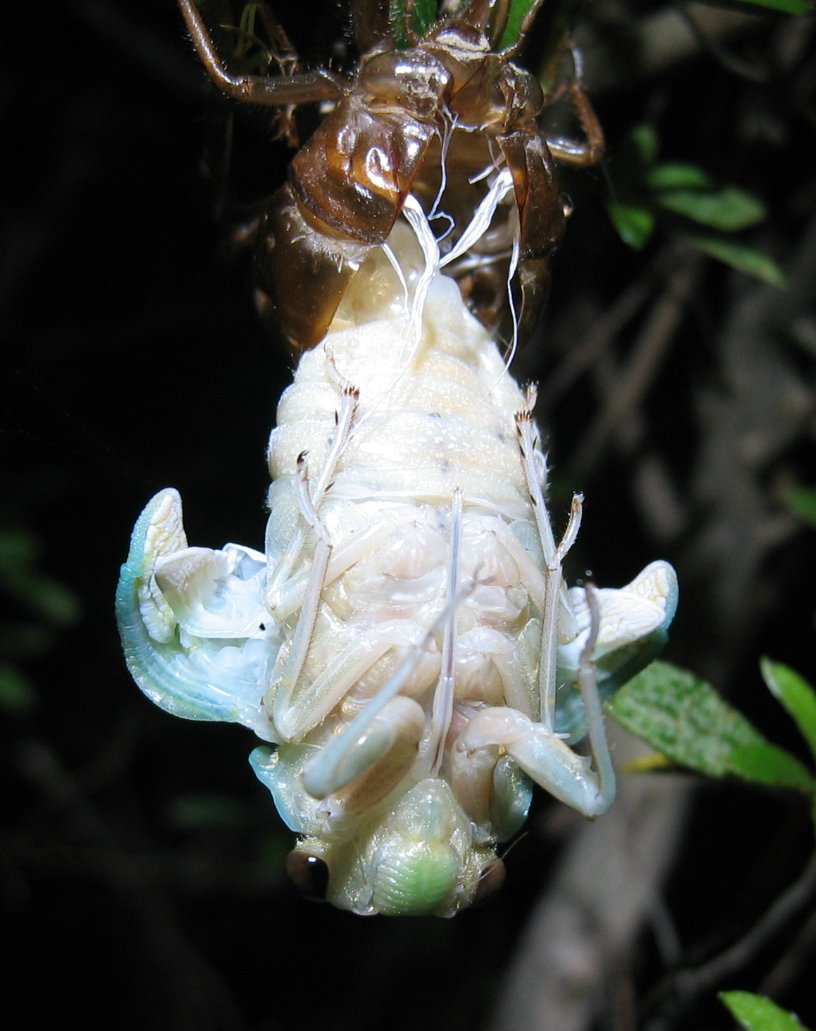
背が割れて白い成虫が顔を出す
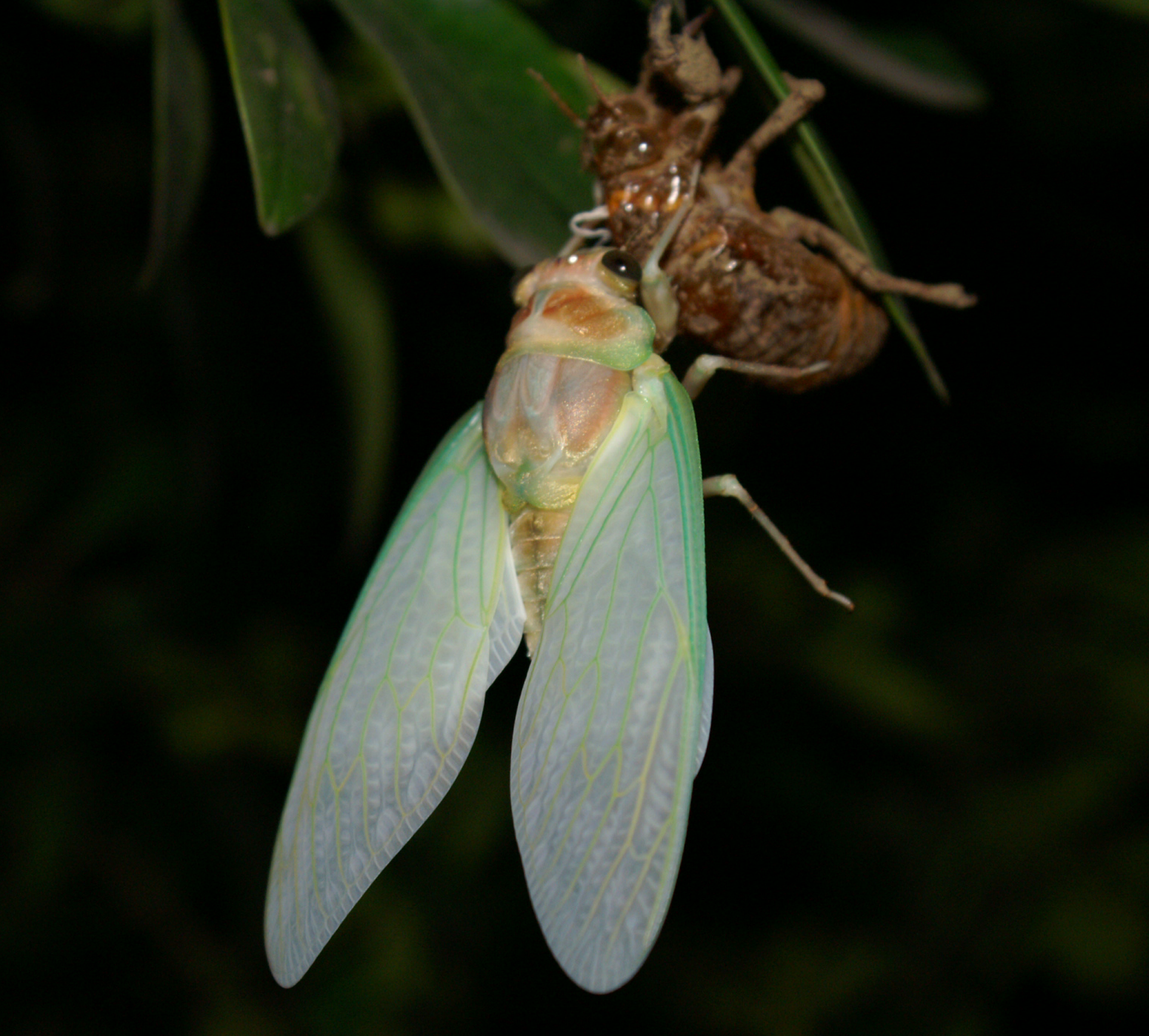
足でぶら下がり翅を伸ばす
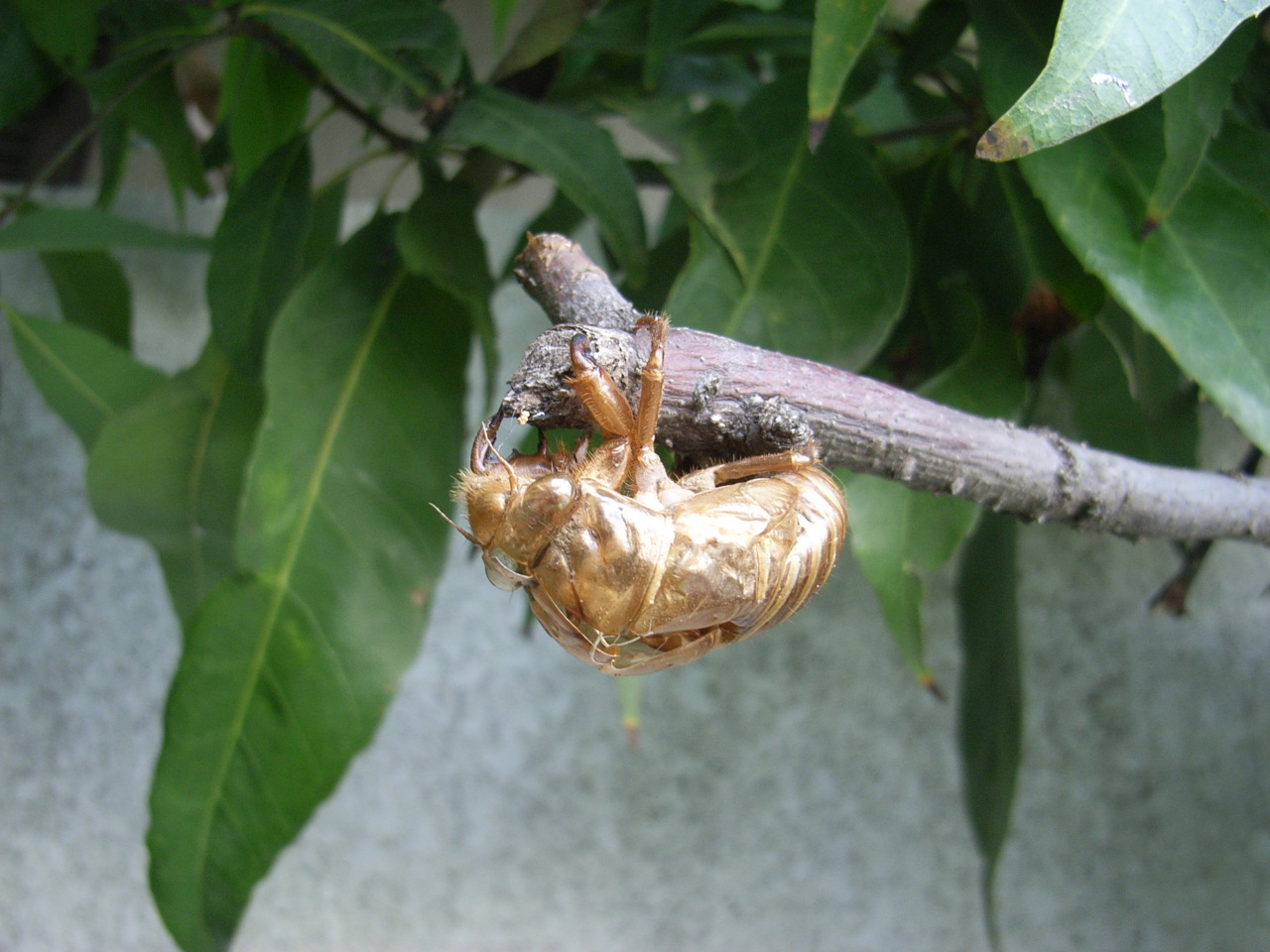
抜け殻

### 成虫
成虫も幼虫と同様、木に口吻を刺して樹液を吸う。成虫、幼虫ともに道管液を吸うとされる。しかし成虫が樹液を摂食した痕には糖分が多く含まれる液が出てきてアリなどが寄ってくることから、成虫の餌は師管液とする説もある。ほとんど動かず成長に必要なアミノ酸などを摂取すればよい幼虫と異なり、飛び回ったり生殖に伴う発声を行う成虫の生活にはエネルギー源として大量の糖分を含む師管液が適すると推測される。また逆に、土中の閉鎖環境で幼虫が師管液を主食とした場合、大量の糖分を含んだ甘露を排泄せざるを得なくなり、幼虫の居住場所の衛生が保てなくなるという問題もあり、幼虫が栄養価の乏しい道管液を栄養源とする性質にも合理性が指摘できる。
成虫にはクモ、カマキリ、鳥類などの天敵がいる。スズメバチの中でもモンスズメバチは幼虫を育てる獲物にセミの成虫を主要な獲物としていることで知られる。

## 分類

### セミ科 Cicadidae

#### セミ亜科 Cicadinae
- ニイニイゼミ族 Platypleurini
  - ニイニイゼミ属 Platypleura : ニイニイゼミ、クロイワニイニイ、ミヤコニイニイ、ヤエヤマニイニイ、イシガキニイニイ、コニイニイゼミ
  - ケナガニイニイ属 Suisha : ケナガニイニイ、チョウセンケナガニイニイ
- クマゼミ族 Cryptotympanini
  - エゾゼミ属 Auritibicen : エゾゼミ、コエゾゼミ、アカエゾゼミ、キュウシュウエゾゼミ、ヤクシマエゾゼミ、タイワンエゾゼミ、コウライエゾゼミ
  - クマゼミ属 Cryptotympana : クマゼミ、ヤエヤマクマゼミ、スジアカクマゼミ、タイワンクマゼミ、タカサゴクマゼミ
  - ハゴロモゼミ属 Chremistica : ハゴロモゼミ
  - タクア属 Tacua : タクア スペキオサ
- アブラゼミ族 Polyneurini
  - アブラゼミ属 Graptopsaltria : アブラゼミ、リュウキュウアブラゼミ、シナアブラゼミ
  - タイワンアブラゼミ属 Formotosena : タイワンアブラゼミ
- ヒグラシ族 Leptopsaltriini
  - ホソヒグラシ属 Leptosemia : ホソヒグラシ、チョウセンホソヒグラシ
  - ハルゼミ属 Yezoterpnosia : ハルゼミ、エゾハルゼミ
  - ヒメハルゼミ属 Euterpnosia : ヒメハルゼミ（亜種ダイトウヒメハルゼミ）、オキナワヒメハルゼミ、イワサキヒメハルゼミ
  - ヒグラシ属 Tanna : ヒグラシ（亜種イシガキヒグラシ）、ソウザンヒグラシ、コヒグラシ、タイピンヒグラシ
- タイワンヒグラシ族 Psithyristriini
  - タイワンヒグラシ属 Pomponia : タイワンヒグラシ
- ミンミンゼミ族 Sonatini
  - ミンミンゼミ属 Hyalessa : ミンミンゼミ
- ツクツクボウシ族 Dundubiini
  - ツクツクボウシ属 Meimuna : ツクツクボウシ、クロイワツクツク、オオシマゼミ、イワサキゼミ、オガサワラゼミ、コマゼミ
  - テイオウゼミ属 Megapomponia : テイオウゼミ
- クサゼミ族 Moganniini
  - ツマグロゼミ属 Vagitanus : ツマグロゼミ
  - クサゼミ属 Mogannia : クサゼミ、イワサキクサゼミ、クロバネクサゼミ、ルリクサゼミ

#### チッチゼミ亜科 Cicadettinae
- チッチゼミ族 Cicadettini
  - チッチゼミ属 Cicadetta : チッチゼミ、エゾチッチゼミ、オカモトチッチゼミ、クサチッチゼミ、チョウセンチッチゼミ
  - Scieroptera : アシアカハグロゼミ
  - Huechys : ハグロゼミ
- クロイワゼミ族 Chlorocystini
  - クロイワゼミ属 Muda : クロイワゼミ

### ムカシゼミ科 Tettigarctidae
- Tettigarcta属

## 人間との関係

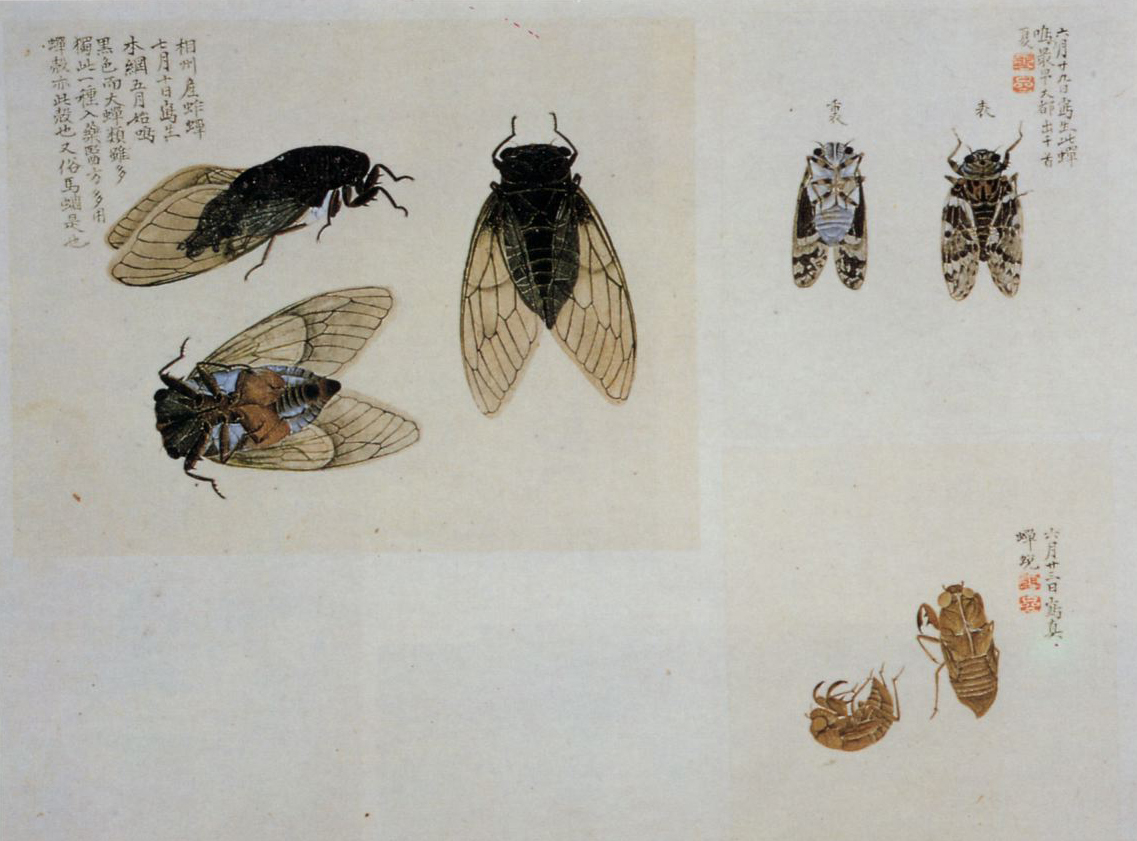
江戸時代後期増山雪斎筆

中国では地中から出てきて飛び立つセミは、生き返り、復活、再生の象徴として、玉などをセミの姿に彫った装飾品が新石器時代から作られてきた。また、西周ごろには、地位の高い者が亡くなった際にこのような「玉蝉」を口に入れて埋葬し、蘇生、復活を願う習慣が生まれた。
日本では、種毎に独特の鳴き声を発し、地上に出ると短期間で死んでいくセミは、古来より感動と無常観を呼び起こさせ「もののあはれ」の代表だった。蝉の終齢幼虫が羽化した際に残す抜け殻を空蝉（うつせみ）と呼んで、現身（うつしみ）と連して考えたものである。珍しくはあるが、阿波の由岐氏などがセミの家紋を用いている。また日本では、蝉の鳴き声は夏を連想させる背景音としてしばしば利用される。
古代ギリシアにおいてはアリストテレスが『動物誌』において、セミを「再生と不死の象徴」として扱っている。
フランス人のアンリ・ファーブルがセミの聴覚を試すため大砲を試射した実験は昆虫記の著名なエピソードの一つとなっている。
「欧米にはセミがおらず鳴き声に慣れていない」という俗説があるが、これは全くの誤りで、実際にはヨーロッパや北アメリカにもセミは広く分布している。特に13年または17年ごとに大発生する北アメリカの周期ゼミがよく知られている。アメリカの首都ワシントンD.C.の近郊で、野鳥の異常行動・怪死が相次いだ原因を専門家たちは、全米で17年に1度大量発生する周期ゼミブルードXに対して人々が散布した殺虫スプレーの有毒成分がセミの死骸に残留し、餌としてついばんだ野鳥が神経を冒された可能性があると考えている。セミを介した殺虫剤の被害について、バージニア州野生生物資源局は米ABC7ニュースの取材に対し、セミへの駆除スプレーの噴霧を止めることが重要だと説明している。。

### 呼び名
日本ではセミの幼虫または、その抜け殻について、（トンボで言うところの「ヤゴ」にあたるような）全国共通の名称は存在しないが、多くの方言で成虫と区別する名称が存在する。一方「空蝉（うつせみ）」はセミの抜け殻の古語である。また、セミの抜け殻を蛻（もぬけ）と呼ぶこともあるが、この言葉はヘビなど脱皮をする動物全般の抜け殻を指しセミに限らないほか、現在は専ら『蛻の殻』という慣用句として用いることが殆どである。

### 食用・薬用

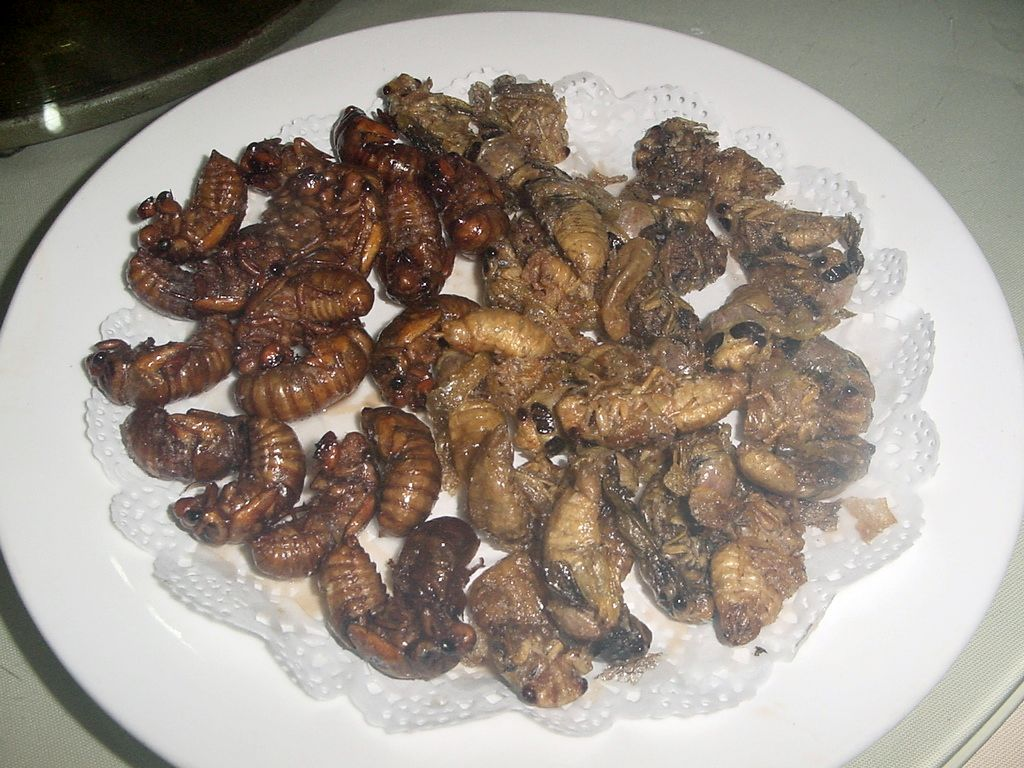
山東料理のスジアカクマゼミの素揚げ2種

中国や東南アジア、アメリカ合衆国の一部、沖縄などでセミを食べる習慣がある（昆虫食参照）。中国河南省では羽化直前に土中から出た幼虫を捕え、素揚げにして塩を振って食べる。山東省では、河南省と同様の方法の他、煮付け、揚げ物、炒め物などで食べる。雲南省のプーラン族は夕方に弱ったセミの成虫を拾い集め、茹でて羽根を取り、蒸してからすり潰して、セミ味噌を作って食用にする。このセミ味噌には腫れを抑える薬としての作用もあるという。北アメリカにおいても近年の昆虫食の発達を受けてセミを食材とする動きが見られており、米メディアは周期ゼミの「セミ食」についての記事を続々と掲載している。味は悪くないとされる。
古代ギリシアのアリストテレスは『動物誌』においてセミを食材としても紹介しており、幼虫・蛹・羽化直後・成虫すべての形態に渡って頻繁に食していたことを記している。
セミの抜け殻は、中国では古くから蝉蛻（せんたい、または、ぜんたい。蝉退とも書く）という生薬として使われており、止痒、解熱作用などがあるとされる。
日本で使われる蝉退配合の漢方方剤に消風散があり、これは健康保険の適用対象となっている。
また長野県秋山郷地方には、セミのぬけがらをもんで耳だれにつけて治療する習慣がある。

### アレルギー
アメリカの食品医薬品局（FDA）は、セミを含む昆虫はロブスターやエビなど甲殻類と近縁であることから、甲殻類アレルギーの人はセミを食べないようツイッター上で警告した。